# هاروکی یاماچی
هاروکی یاماچی (ژاپنی: 山内 晴貴؛ زادهٔ ۹ فوریهٔ ۱۹۹۲) یک بازیکن فوتبال اهل ژاپن است.
از باشگاه‌هایی که در آن بازی کرده‌است می‌توان به باشگاه فوتبال زویگن کانازاوا اشاره کرد.